# Ante Batarelo
Ante Batarelo (sinh 21 tháng 11 năm 1984 ở Split) là một cầu thủ bóng đá Croatia hiện tại thi đấu ở vị trí tiền vệ cho NK Solin.